# Teoremi di Fredholm
In matematica, i teoremi di Fredholm sono un insieme di risultati dovuti a Ivar Fredholm nell'ambito della teoria di Fredholm delle equazioni integrali. 
Si tratta di teoremi strettamente correlati che possono essere esposti nell'ambito delle equazioni integrali, dell'algebra lineare o dell'operatore di Fredholm su spazi di Banach. Tra i vari teoremi vi è anche l'alternativa di Fredholm.

## Algebra lineare
Sia {\displaystyle M} una matrice, allora il complemento ortogonale dello spazio generato dai vettori riga è il nucleo della matrice:
{\displaystyle (\operatorname {row} M)^{\bot }=\ker M}
In modo simile, il complemento ortogonale dello spazio generato dai vettori colonna è il nucleo della matrice aggiunta:
{\displaystyle (\operatorname {col} M)^{\bot }=\ker M^{*}}

## Equazioni integrali
Sia {\displaystyle K(x,y)} il nucleo di una trasformata integrale e si considerino le equazioni:
{\displaystyle \int _{a}^{b}K(x,y)\phi (y)\,dy=\lambda \phi (x)\qquad \int _{a}^{b}\psi (x){\overline {K(x,y)}}\,dx={\overline {\lambda }}\psi (y)}
dove {\displaystyle {\overline {\lambda }}} denota il complesso coniugato del numero complesso {\displaystyle \lambda }, e similmente per {\displaystyle {\overline {K(x,y)}}}. 
Allora per ogni valore fissato di {\displaystyle \lambda } le equazioni hanno o la soluzione banale {\displaystyle \psi (x)=\phi (x)=0} oppure hanno lo stesso numero di soluzioni linearmente indipendenti {\displaystyle \phi _{1}(x),\cdots ,\phi _{n}(x)}, {\displaystyle \psi _{1}(y),\cdots ,\psi _{n}(y)}.
Una condizione sufficiente a garantire la validità del teorema è che {\displaystyle K(x,y)} sia a quadrato sommabile sul rettangolo {\displaystyle [a,b]\times [a,b]}, dove a e b possono assumere valore illimitato.
Il teorema può essere esteso a spazi in più dimensioni, come ad esempio le superfici di Riemann.

## Esistenza delle soluzioni
Uno dei teoremi di Fredholm riguarda l'esistenza delle soluzioni dell'equazione di Fredholm:
{\displaystyle \lambda \phi (x)-\int _{a}^{b}K(x,y)\phi (y)\,dy=f(x)}
Le soluzioni esistono se e solo se la funzione {\displaystyle f(x)} è ortogonale all'insieme completo delle soluzioni {\displaystyle \{\psi _{n}(x)\}} della corrispondente equazione aggiunta:
{\displaystyle \int _{a}^{b}{\overline {\psi _{n}(x)}}f(x)\,dx=0}
dove {\displaystyle {\overline {\psi _{n}(x)}}} è il complesso coniugato di {\displaystyle \psi _{n}(x)}, e la precedente relazione è uno degli insiemi di soluzioni per:
{\displaystyle \lambda {\overline {\psi (y)}}-\int _{a}^{b}{\overline {\psi (x)}}K(x,y)\,dx=0}
Una condizione sufficiente a garantire la validità del teorema è che {\displaystyle K(x,y)} sia a quadrato sommabile sul rettangolo {\displaystyle [a,b]\times [a,b]}.

## Teorema analitico di Fredholm
Sia {\displaystyle D} un sottoinsieme aperto e connesso di {\displaystyle \mathbb {C} }, sia {\displaystyle f} una funzione analitica definita su {\displaystyle D} a valori nello spazio degli operatori limitati su uno spazio di Hilbert e sia {\displaystyle f} compatta per ogni {\displaystyle z\in D}. Il teorema analitico di Fredholm afferma che o {\displaystyle (I-f(z))^{-1}} non esiste per alcun {\displaystyle z\in D}, oppure {\displaystyle (I-f(z))^{-1}} esiste per ogni {\displaystyle z} in {\displaystyle D\setminus S}, dove {\displaystyle S} è un sottoinsieme discreto contenuto in {\displaystyle D}, ovvero tale che non ha punti limite in tale insieme. In tal caso l'operatore {\displaystyle (I-f(z))^{-1}} è mereomorfo di {\displaystyle D} e analitico in D\S. Inoltre, i residui ai poli sono operatori dal rango finito, e se {\displaystyle z\in S} allora {\displaystyle f(z)\psi =\psi } ha una soluzione non nulla nello spazio di Hilbert.

### L'alternativa di Fredholm
L'alternativa di Fredholm è un importante corollario del teorema analitico di Fredholm che afferma che se {\displaystyle A} è un operatore compatto su uno spazio di Hilbert allora o {\displaystyle (I-f(z))^{-1}} esiste oppure {\displaystyle A\psi =\psi } ha una soluzione.